# Siinikaponera sulimata
Siinikaponera sulimata (лат.) — ископаемый вид муравьёв, единственный в составе рода Siinikaponera из подсемейства Ponerinae (Formicidae). Мексиканский янтарь (около 25 млн лет, шахта Montecristo, штат Чьяпас, Мексика, Северная Америка). Слово siinik на языке майя означает «муравей».

## Этимология
Родовое имя Siinikaponera происходит от сочетания слов siinika- (оригинальный префикс) и -ponera (общий родовой суффикс в подсемействе Ponerinae). Приставка siinika- происходит от слова siinik, которое на языке майя означает «муравей». Видовой эпитет S. sulimata означает «чистый янтарь» на языке майя.

## Описание
Siinikaponera sulimata имеет уникальные признаки, отличающие его от других понериновых муравьёв, такие как передние, средние и задние голени с двумя шпорами на каждой, передний край наличника с двумя передними выступающими долями, рисунок зубцов мандибул, задний стебелёк петиоля длинный, и наличие относительно длинных тазиков. Общие черты с другими муравьями подсемейства Ponerinae включают внешние края лобных долей, образующие простые короткие полукруги или тупые треугольники, наличие промезонотального шва, мезо- и метатибии с 0-2 шпорами, антенны с 12 сегментами, сужение между первым и вторым гастральным тергитом хорошо вдавлено, наличие жала, полное жилкование крыла. Отличительной особенностью Siinikaponera sulimata является наличие двух выступающих долей на переднем крае наличника — плезиоморфный признак, общий с родом Dinoponera.